# Ron Mark

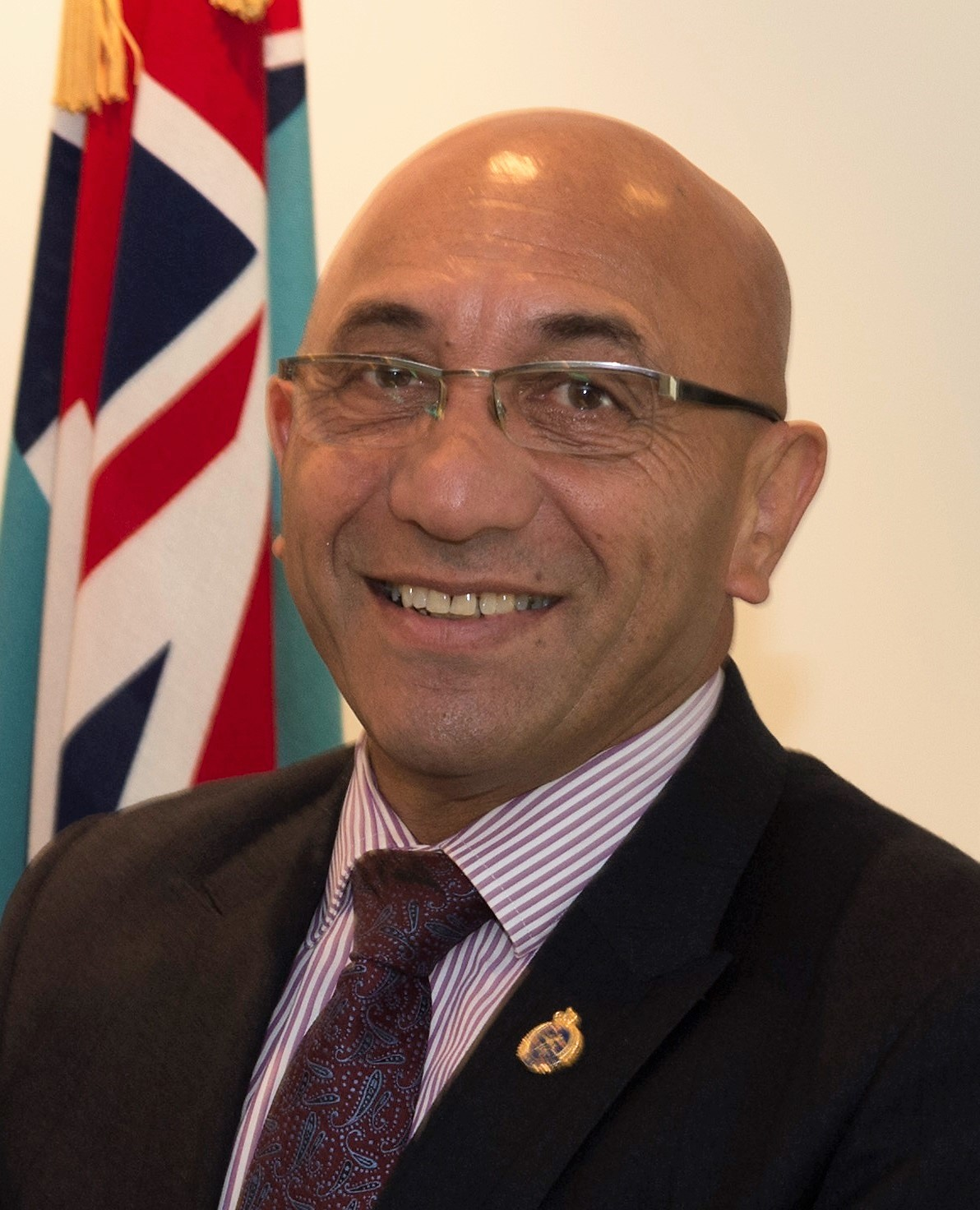
Ron Mark (2018)

Ron Stanley Mark (* 29. Januar 1954 in Masterton, Region Wellington, Neuseeland) ist ein Politiker der Partei New Zealand First.

## Leben
Ron Mark wurde am 29. Januar 1954 in Masterton in der Region Wellington liegend geboren. Er ist maorischer und irischer Abstammung und wuchs als Mündel in einer Reihe von Pflegefamilien in Napier und der Region Wairarapa auf. In Pahiatua besuchte er das Tararua College.

## Soldat
1970 trat Mark als Kadett in die New Zealand Army ein und schloss ein gutes Jahr später eine Ausbildung als Mechaniker ab. 1978 begann er eine Ausbildung zum Offizier, die mit dem Grad des 2. Leutnant für ihn endete. Im Jahr 1982 konnte Mark eine weitere Ausbildung beenden, die ihm als Mechanical Engineering Officer die Möglichkeit gab einen Ausbildungskurs beim New Zealand Special Air Service (NZSAS) zu absolvieren. Noch im selben Jahr war er einer für fünf Angehörigen der New Zealand Army, die auf der Sinai-Halbinsel an einer Friedensmission beteiligt waren.
Von 1985 bis 1990 diente er in den Verteidigungsstreitkräften des Sultans von Oman, die er danach als Major verließ.

## Politische Karriere
Am 12. Oktober 1996 wurde Mark dann über die Liste seiner Partei New Zealand First ins New Zealand Parliament gewählt, bewegte sich dort aber ausschließlich als Oppositionspolitiker. 1999 wurde er in das Māori Land Court gewählt und hatte in den folgenden Jahren verschiedene Position  in Firmen und Regierungsorganisationen inne, die einen Bezug zur Māori-Kultur aufwiesen.
Im November 2008 verließ er das Parlament und ließ sich 2010 als Kandidat für das Bürgermeisteramt in der Stadt Carterton aufstellen, gewann und hielt die Position fast über zwei Amtsperioden. Im September 2014 zog Mark erneut über die Liste seiner Partei ins Parlament ein.
Als Labour unter der Führung von Jacinda Ardern die Parlamentswahl 2017 gewann, holte Ardern Mark für folgende Ministerposten ins 1. Cabinet ihrer Regierung:
| Minister             | vom              | bis              |
| -------------------- | ---------------- | ---------------- |
| Minister of Defence  | 26. Oktober 2017 | 6. November 2020 |
| Minister of Veterans | 26. Oktober 2017 | 6. November 2020 |

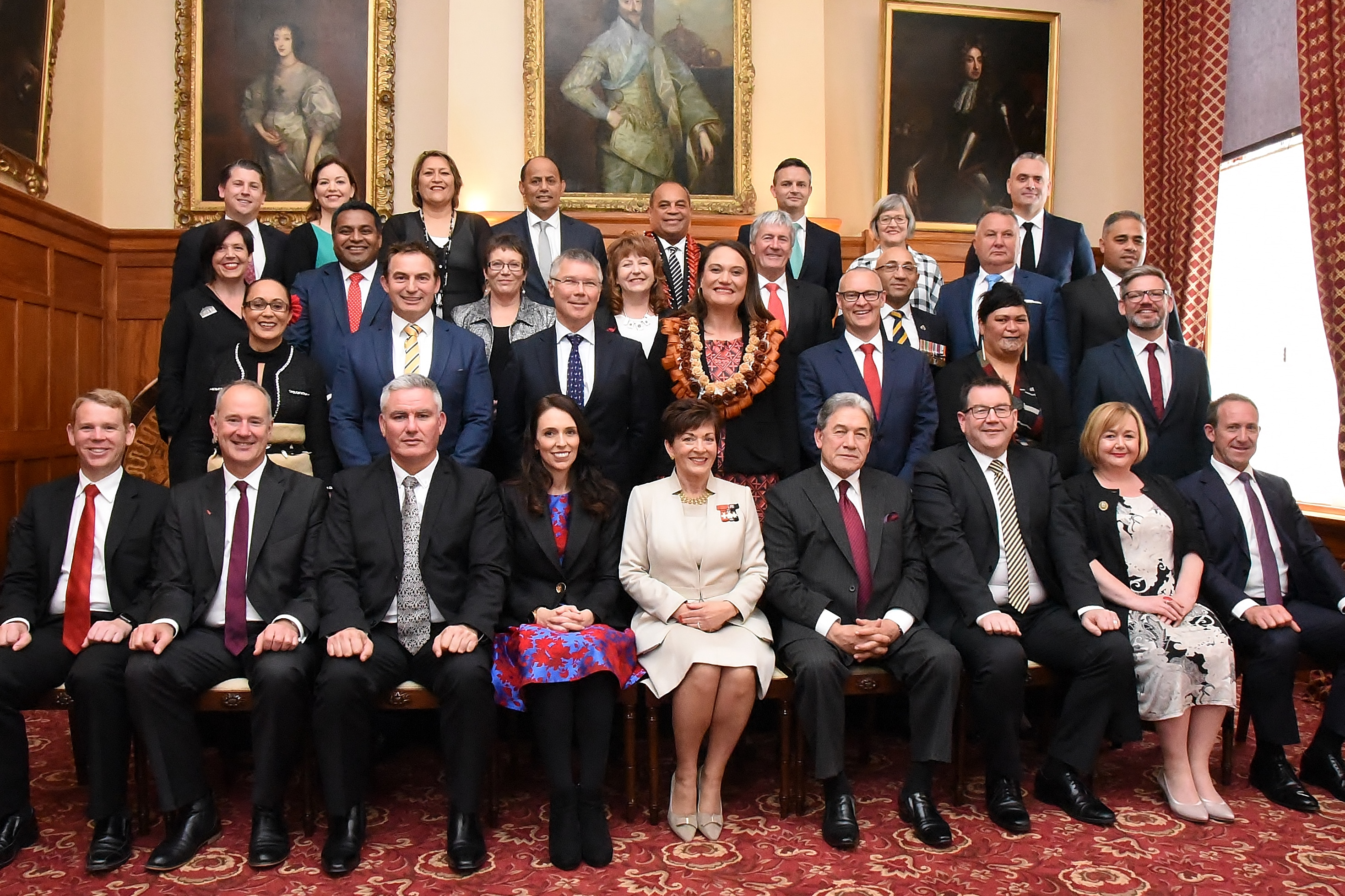
Ron Mark (2017)
3. von rechts in der dritten Reihe

Nach dem Ende seiner Karriere als Minister beabsichtigte Mark nicht wieder in der Politik aktiv zu werden.

## Familie
Ron Mark ist verheiratet und hat fünf Kinder.